# Finale del campionato NFL 1937
La finale del campionato NFL 1937 è stata la 6ª del campionato della NFL. La gara si disputò al Wrigley Field di Chicago il 12 dicembre 1937.
La partita vide affrontarsi i vincitori della Eastern Division, i Washington Redskins (8–3), contro quelli della Western Division, i Chicago Bears (9–1–1). I Giants erano alla loro quarta apparizione in finale, i Packers alla seconda. A vincere il loro primo titolo furono i Redskins, appena trasferitisi da Boston, guidati dal quarterback rookie Sammy Baugh e dal running back Cliff Battles che aveva guidato la NFL in yard corse.

## Marcature
- Primo quarto[1]
  - WAS – Battles su corsa da 7 yard (extra point trasformato da Smith) 7–0 WAS
  - CHI – Manders su corsa da 10 yard (extra point trasformato da Manders) 7–7 pari
- Secondo quarto
  - CHI – Manders su passaggio da 37 yard di Masterson (extra point trasformato da Manders) 14–7 CHI
- Terzo quarto
  - WAS – Millner su passaggio da 55 yard di Baugh (extra point trasformato da Smith) 14–14 pari
  - CHI – Manske su passaggio da 4 yard di Masterson (extra point trasformato da Manders) 21–14 CHI
- Quarto quarto
  - WAS – Millner su passaggio da 78 yard di Baugh (extra point trasformato da Smith) 21–21 pari
  - WAS – Justice su passaggio da 35 yard di Baugh (extra point trasformato da Smith) 28–21 WAS